# Miguel Gomes (écrivain)
Pour l’article homonyme, voir  Miguel Gomes (réalisateur).
Pour les articles homonymes, voir Miguel Gomes.
Miguel Gomes est un écrivain essayiste, professeur et critique littéraire vénézuélien, né à Caracas en 1964. 

## Biographie
D'origine portugaise, Gomes passe son enfance à Caracas dans les années 1970-1980, période dont il fera plus tard un de ses thèmes d'écriture. Il étudie ensuite à l'université de Coimbra au Portugal, puis à l'université centrale du Venezuela à Caracas. Depuis 1989, il est installé aux États-Unis et enseigne la littérature hispano-américaine à l'université du Connecticut,. Il emporte le premier prix de narration de Caracas en 2004 et deux fois le concours de contes du journal El Nacional en 2012. Comme critique, il a consacré plusieurs articles à divers poètes et conteurs hispano-américains.

## Thèmes
Ses grands thèmes d'écriture sont le passé conservateur de la famille lusitanienne, l'enfance et l'adolescence à Caracas dans les années 1970-1980 et l'environnement de la côte Est des États-Unis.
Contrairement à ceux qui pensent que l'Amérique hispanique n'a su développer le sens critique, Miguel Gomes axe son étude sur la « pensée et l'écriture (qui) ont surgi de l'Indépendance à la veille du XXIe siècle, non seulement parce que pendant cette période, le National en littérature est déjà une réalité tangible dans une vingtaine de souverainetés politiques, mais aussi parce que depuis le XIXe siècle, la réflexion liée au concept de l'autochtone s'intensifie ».

## Œuvres
- Visión memorable (1987)
- El pozo de las palabras (1990), essai
- La cueva de Altamira (1992)
- Poéticas del ensayo venezolano del siglo XX (1996), essai
- Los géneros literarios en Hispanoamerica: teoría e historia (1999), essai
- Horas de crítica (2002), essai
- De fantasmas y destierros (2003)
- Un fantasma portugués (2004)
- Viviana y otras historias del cuerpo (2006)
- Viudos, sirenas y libertinos (2008)
- El hijo y la zorra (2010)
- La realidad y el valor estético: configuraciones del poder en el ensayo hispanoamericano (2010), essai
- Julieta en su castillo (2012)
- Retrato de un caballero (2015)
- El desengaño de la modernidad: cultura y literatura venezolana en los albores del siglo XXI (2017), essai

### Traductions françaises
- « Un fantôme portugais, sans aucun doute », traduction de Martine Thomas, in Les Bonnes Nouvelles de l'Amérique latine, Gallimard, « Du monde entier », 2010  (ISBN 978-2-07-012942-3)